# Эстония на «Детском Евровидении»
Эстония дебютировала на «Детском Евровидении — 2023», которое состоялось 26 ноября 2023 года в Ницце, Франция. Об этом было объявлено 29 августа 2023 года, вместе с публикацией списка стран-участниц «Детского Евровидения — 2023». Эстонский телевещатель ERR (Eesti Rahvusringhääling) отвечал за участие страны на конкурсе. Первой представительницей страны на «Детском Евровидении» стала Арханна Сандра Арбма, которая заняла предпоследнее, пятнадцатое, место, набрав 49 баллов. До своего дебюта страна транслировала конкурс дважды: в 2003 и в 2004 годах.

## История
Эстонский телевещатель ERR объявил о дебюте Эстонии на конкурсе 29 августа 2023 года, вместе с публикацией списка стран-участниц «Детского Евровидения — 2023». Позднее, в этот же день, было объявлено, что 11-летняя Арханна Сандра Арбма из Ряпины, чемпионка эстонского шоу талантов «Tähtede Lava», станет первой представительницей от Эстонии. 16 октября 2023 года ERR объявил, что конкурсная песня Арханны получит название «Hoiame kokku» (рус. «Держаться вместе»). Авторами песни стали Карл-Андер Райсманн, Леело Тунгаль, Раэль Лайкре и сама Арханна Сандра Арбма. На конкурсе Арханна заняла предпоследнее, пятнадцатое, место, набрав 49 баллов.
5 мая 2024 года эстонский телевещатель ERR объявил, что страна примет участие на «Детском Евровидении — 2024». В тот же день состоялся финал детского вокального конкурса «Tähtede Lava», победитель которого представит Эстонию на конкурсе. Победительницей стала 13-летняя Аннабель Атс из Тарту. Её конкурсная песня, «Tänavad» (рус. «Улицы»), написанная Свеном Лыхмусом, была представлена 4 октября 2024 года. На конкурсе Аннабель заняла 14-е место, набрав 55 баллов. 
11 декабря 2024 года эстонский телевещатель ERR объявил, что страна не будет участвовать на «Детском Евровидении — 2025» из-за сокращения бюджета телевещателя.

## Участники
Победитель
     Второе место
     Третье место
     Четвёртое место
     Пятое место
     Последнее место
     Не участвовала или была дисквалифицирована
     Несостоявшееся участие
| Год                        | Место проведения | Исполнитель | Песня          | Перевод            | Язык                  | Место | Баллы |
| -------------------------- | ---------------- | ----------- | -------------- | ------------------ | --------------------- | ----- | ----- |
| 2023                       | Ницца            | ARHANNA     | «Hoiame Kokku» | «Держаться вместе» | Эстонский, английский | 15    | 49    |
| 2024                       | Мадрид           | ANNABELLE   | «Tänavad»      | «Улицы»            | Эстонский             | 14    | 55    |
| Не участвовала в 2025 году |                  |             |                |                    |                       |       |       |

## Трансляция
| Год       | Канал                           | Комментатор                                  | Глашатаи                         | Ист.   |
| --------- | ------------------------------- | -------------------------------------------- | -------------------------------- | ------ |
| 2003      | ETV                             | Неизвестно                                   | Страна не участвовала в конкурсе | [ 5 ]  |
| 2004      | ETV                             | Неизвестно                                   | Страна не участвовала в конкурсе | [ 5 ]  |
| 2005–2022 | Страна не транслировала конкурс | Страна не транслировала конкурс              | Страна не участвовала в конкурсе |        |
| 2023      | ETV2                            | На эстонском: Марко Рейкоп                   | Айрис Эштон                      | [ 14 ] |
| 2023      | ETV+                            | На русском: Александр Хоботов и Юлия Календа | Айрис Эштон                      | [ 15 ] |
| 2024      | ETV2                            | На эстонском: Марко Рейкоп                   | Арханна                          | [ 16 ] |
| 2024      | ETV+                            | На русском: Александр Хоботов и Юлия Календа | Арханна                          | [ 17 ] |